# タイガー・ラグ
「タイガー・ラグ」 (Tiger Rag) は、ジャズのスタンダード・ナンバーで、1917年にオリジナル・ディキシーランド・ジャズ・バンドによって最初に録音され、著作権登録された曲。ジャズの楽曲の中でも、最も多くの録音を生み出した曲のひとつである。

## 起源

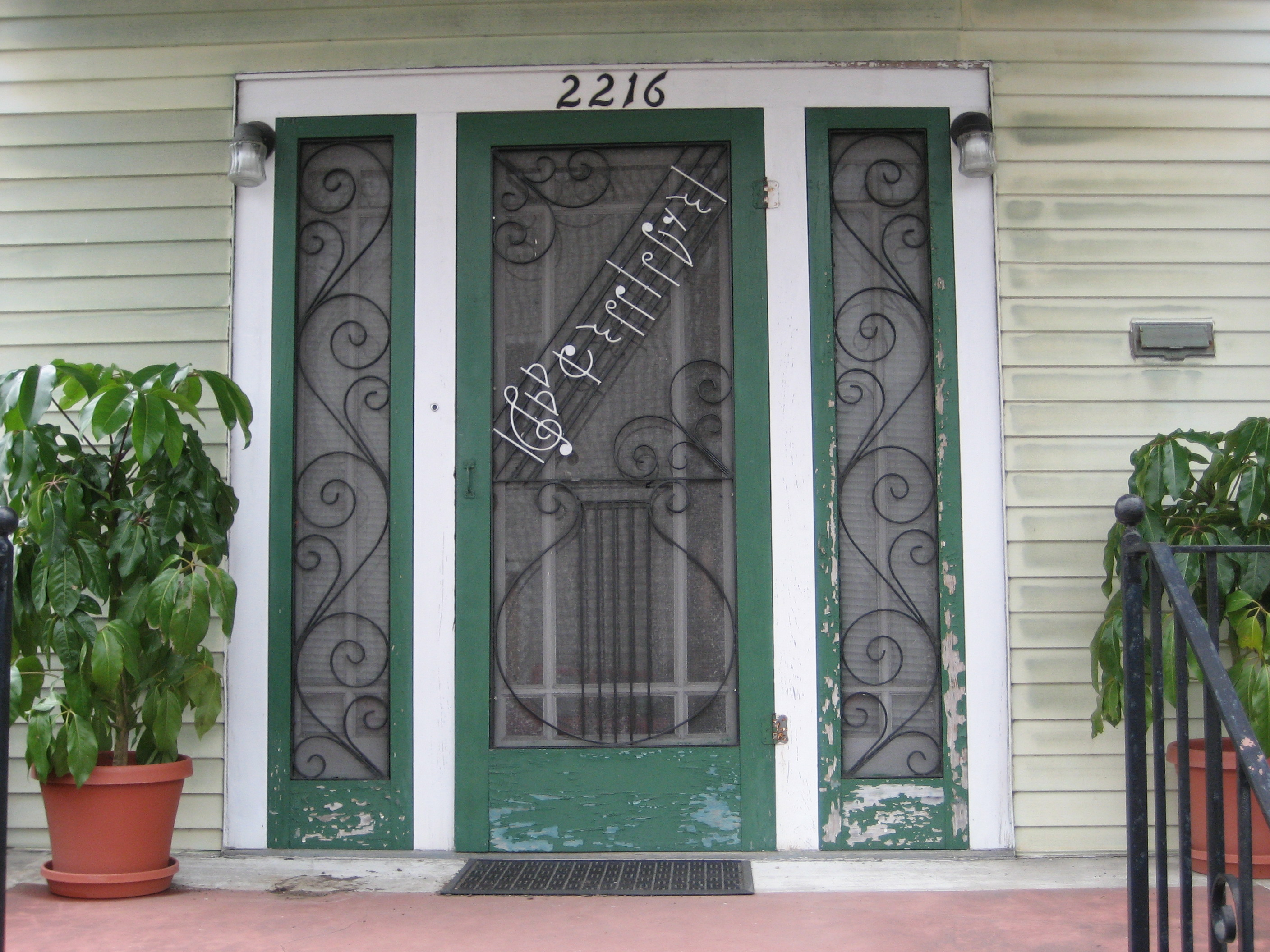
ニューオーリンズのアップタウンに残るニック・ラロッカの家の玄関には「タイガー・ラグ」の一節の音符をかたどった扉の飾りがある。

この曲は1917年8月17日にオリジナル・ディキシーランド・ジャズ・バンドがエオリアン＝ヴォカリオン・レコード向けに初めて録音し、レコード番号 B1206 「Tiger Rag One-Step Written and Played by Original Dixieland Jass Band」としてB面曲に「Ostrich Walk」を収録してリリースされた（このバンドは1917年下旬までJazzというつづりを用いなかった）。このエオリアン＝ヴォカリオン盤は、同社が当時時代遅れになりつつあった垂直振幅記録方式で録音をしたため、当時のほとんどの蓄音機で上手く再生できず、あまり売れなかった。
2回目の録音は、1918年3月25日にビクター・レコード向けに行なわれ、レコード番号 18472-B として「Skeleton Jangle」のB面に収められた。このレコードが全国的に大ヒットとなり、「タイガー・ラグ」はジャズ・スタンダードとしての地位を確立した。この曲は1917年にバンドのメンバーのニック・ラロッカ (Nick LaRocca)、エディ・エドワーズ (Eddie Edwards)、ヘンリー・ラガス (Henry Ragas)、トニー・スバーバロ (Tony Sbarbaro)、ラリー・シールズ (Larry Shields)らによる著作物として著作権登録され、発行された。この曲には、後に1931年にハリー・ダコスタ (Harry DaCosta) が付けた歌詞でミルズ・ブラザース (The Mills Brothers) が歌い、100万枚を売って全国第1位のヒットとなった。
「タイガー・ラグ」の原作者がオリジナル・ディキシーランド・ジャズ・バンドであることは否定できない。しかし、この曲が最初に録音される以前に、何人ものミュージシャンたちがジャズ楽団のリーダーとして世に出て、後にスタンダードになっていく楽曲も、既に形をとり始めていた。「「タイガー・ラグ」や「Oh Didn't He Ramble」といった曲は、初めて録音されるずっと以前から演奏されており、バディ・ボールデン、ジェリー・ロール・モートン、バンク・ジョンソン (Bunk Johnson)、パパ・セレスティン (Papa Celestin)、シドニー・ベシェ、キング・オリヴァー、フレディ・ケッパード (Freddie Keppard、キッド・オリー、パパ・レイン (Papa Laine) たちは、既にジャズのコミュニティにおいてよく知られていた。」
ルイジアナ州ニューオーリンズのミュージシャンたちは、この旋律はずっと前からニューオーリンズにおいてスタンダードになっていたのだと主張する者もいたが、それを証明することはできなかった。中には、この曲そのままの旋律や、よく似たヴァリエーションを別の曲名で著作権登録する者もいた。それらの中にレイ・ロペス (Ray Lopez) の「Weary Weasel」、ジョニー・デドロイト (Johnny DeDroit) の「Number Two Blues」などが含まれる。パパ・ジャック・レインのバンドにいたベテラン・ミュージシャンたちの多くは、この曲が「Number Two」という名でオリジナル・ディキシーランド・ジャズ・バンドが著作権を主張するよりずっと前から、ニューオーリンズで知られていたと語っていた。あるインタビューで、レインは、この曲の本当の作曲者はアッキーレ・バケット (Achille Baquet) だと述べている。パンチ・ミラー (Punch Miller) は、コルネットとトロンボーンによるブレイクは、自分がジャック・ケアリー (Jack Carey) と一緒に作ったものであり、ケアリーの唸るようなトロンボーンの音から、地元の人々はこの曲を「Play Jack Carey」と呼んでいた、と主張していた。ジェリー・ロール・モートンも、この曲を書いたと主張しており、フランスの古い舞曲であるカドリーユをジャズ風に仕立て直したものを曲の一部に組み込んだと述べている。
フランク・ティロ (Frank Tirro) は、著書『Jazz: A History』で「モートンは、フランスのカドリーユを転拍子で演奏し、「タイガー・ラグ」に変換したのは自分の手柄だと主張している」と記述している。作家サム・チャーターズ (Sam Chartres) は、「タイガー・ラグ」はジャック・ケアリー・バンド (the Jack Carey Band) が作り出したもので、このグループはオリジナル・ディキシーランド・ジャズ・バンドが録音したスタンダード曲の多くを作り上げたのだとしている。この曲は、ニューオーリンズの黒人ミュージシャンたちの間では「ジャック・ケアリー」として知られ、白人たちの間では「Nigger # 2」で通っていた。この曲が作曲されたのは、ジャックの兄弟だったトマス、通称「パパ・ムット」 (Thomas,  'Papa Mutt') が、最初の一節（ストレイン）をカドリーユの楽譜から引っ張り出したのがきっかけであった。バンドは、クラリネット奏者ジョージ・ボイド (George Boyd) の腕を聴かせるために第2、第3のストレインを展開し、最後のストレイン（「Hold that tiger'」のところ）は、トロンボーンのジャックとコルネットのパンチ・ミラーが仕上げた。」
正確な詳細ははっきりしていないが、少なくとも「タイガー・ラグ」によく似た曲や、この曲のストレインのヴァリエーションが、オリジナル・ディキシーランド・ジャズ・バンドに録音される以前からニューオーリンズで演奏されていたようだが、それらがオリジナル・ディキシーランド・ジャズ・バンドの録音とどこまで似通っていたのかは、想像の域を出ない。彼らの録音が、この曲の標準的なバージョン、あるいは曲の冒頭のアレンジの固定化の一助になったと思われるが、録音されたバージョンで聴かれる（「Hold that tiger'」のコーラスの直前の）ストレインは、その後の録音や演奏では全くといっていいほど省かれている。

## その後の利用
オリジナル・ディキシーランド・ジャズ・バンドの録音が成功を収めたことによって、この曲は全国的な人気を得るようになった。この新しいジャズという音楽が呑み込めないバンドでも演奏できるように、ダンス・バンド用やマーチ用の編曲が施された楽譜が出版された。
1910年代末から1920年代を通して、この曲は何百回も録音が行なわれた。その中には、レオン・ロッポロ (Leon Roppolo) のクラリネット・ソロが聴かれるニューオーリンズ・リズム・キングス (New Orleans Rhythm Kings) の盤もある。
この曲は、1920年代にはチチェン・イッツァの遺跡でも鳴り響いていた。考古学者のシルヴァナス・モーリー (Sylvanus Morley) は、発掘していたこの遺跡に持ち込んだ手回し蓄音機で何度も何度もこの曲をかけていた。
やがてトーキー映画が登場すると、実写映画でもアニメーション漫画映画でも、何かとても活発な様子を表現する場面で、この曲をサウンドトラックとして頻繁に用いるようになった。

## 後年の有名な録音
「タイガー・ラグ」はスタンダード・ナンバーとなり、1942年までに136以上のカバー・バージョンが出された。有名なアーティストがこの曲をカバーした例としては、アート・テイタム、ベニー・グッドマン、フランク・シナトラ（歌詞付きの歌バージョン）、デューク・エリントン、ビックス・バイダーベック (Bix Beiderbecke) らがおり、ルイ・アームストロングは、少なくとも2回、1930年のオーケー盤と1934年のブランズウィック盤の録音をSPレコードに残している。
ミルズ・ブラザースは、この曲をボーカル曲として1931年に録音してヒットさせ、全国的なセンセーションを巻き起こしたが、同じ年にはウォッシュボード・リズム・キングス (The Washboard Rhythm Kings) が、その後の時代に登場するロックンロールのジャンルに影響を与えたと後々評されるようになったバージョンをリリースした。
1930年代はじめには、「タイガー・ラグ」はビッグバンドが編曲者やソロ奏者の技量を見せつけるために演奏する定番曲となり、特にイングランドでは、アンブローズ (Ambrose)、ジャック・ヒルトン (Jack Hylton)、ルー・ストーン (Lew Stone)、ビリー・コットン (Billy Cotton)、ジャック・ペイン (Jack Payne)、レイ・ノーブル (Ray Noble) といったバンドマスターたちが、こぞってこの曲を録音した。やがてスウィングの時代になると、この曲の人気は後退し、一種のクリシェとなった。
それでも、カバーは次々と生み出され、1952年にはレス・ポールとメリー・フォードのバージョンがヒットとなり、チャーリー・パーカーによるビバップのバージョンも出た。1954年にはテックス・アヴェリーが監督したMGMのアニメ映画『デキシーランド犬』でこの曲が大きく取り上げられ、2002年にはアメリカ議会図書館の全米録音資料登録簿 (National Recording Registry) にこの曲が加えられた。2002年にはまた、人気コンピュータ・ゲーム『Mafia: The City of Lost Heaven』にこの曲が使用され、2005年にはマイクロソフトのゲーム機Xbox 360の広告にもこの曲が取り上げられた。

### スポーツ関係
アメリカ合衆国各地には、タイガー（トラ）をマスコットにしているスポーツ・チームがあり、その中には「タイガー・ラグ」を応援歌にしているところがいろいろある。
メンフィス大学 (University of Memphis) のバンドマイティ・サウンド・オブ・ザ・サウス (Mighty Sound of the South) は、メンフィス・タイガーズ (Memphis Tigers) のゲームで長年「タイガー・ラグ」のバージョンを演奏しており、「タイガー・ラグ2」として知られるバージョンでは、タイガースのおもな応援歌がメドレーで演奏される。
「The Song That Shakes the Southland」と題された「タイガー・ラグ」は、クレムゾン大学で1942年以来ずっと親しまれてきた応援歌であり、タイガーズのあらゆるスポーツ行事、試合前の集会 (pep rallies)、パレードなどで演奏される。大学のキャンパス内にあるカリヨン用にも編曲がなされているが、カリヨンはジャズの楽曲を奏でることはほとんどない楽器である。
「タイガー・ラグ」は、ルイジアナ州立大学タイガー・マーチング・バンド (Louisiana State University Tiger Marching Band) にとっても、人気が高い曲である。ルイジアナ州立大学のホーム・ゲームでは、チームがタッチダウンを決めるとその都度、このヒット曲の一部が演奏される。ただし、全曲の完奏は特別な機会にのみ行なわれる。
ミズーリ大学、プリンストン大学、オーバーン大学では、「タイガー・ラグ」は、メインではない、二番手の応援歌となっている。
デトロイト・タイガースのホーム・ゲームでは、ディキシーランド・ジャズのバンドがしばしばこの曲を演奏してきた。特に、1934年のワールドシリーズや1935年のワールドシリーズにタイガースが進出した際には、この曲の人気は高かった。
オハイオ州カヤホガフォールズ (Cuyahoga Falls) のカヤホガ・フォールズ・マーチング・タイガー・バンド (The Cuyahoga Falls Marching Tiger Band) は、「タイガー・ラグ」をおもな応援歌のひとつとして演奏している。
オハイオ州マシロン (Massillon) のマシロン・タイガー・スウィング・バンド (The  Massillon Tiger Swing Band) は、伝説的なアメリカンフットボール指導者ポール・ブラウン (Paul Brown) がコーチを務めていた1938年から、マシロン・ワシントン高校 (Massillon Washington High School) タイガースのゲームで「タイガー・ラグ」の演奏を始め、現在までこの伝統が続いている。
第二次世界大戦後、イングランドのサッカー・チームであるハル・シティAFCは、選手たちがフィールドに登場する直前に、この曲を拡声器を通して流していた。

#### 秋田県における流行
一方日本国内では、日本の高校野球でチャンステーマとして吹奏楽団が演奏されており、特に秋田県内の高校がこぞって使用している事で知られている。秋田商高が1970年に初めて導入し、県内各校に広まった。秋田商高のみ中間部のあるジャジーなバージョンを演奏し、角館高では、わっしょい部分の掛け声がオイサーとなっている。近年ではインターネットで、秋田県代表校の「ご当地応援」として取り上げられることがあるが、秋田以外の都道府県代表も当曲を応援歌に使用している。2018年の第100回全国高等学校野球選手権記念大会では金足農業の準優勝に伴い全国的に知名度が拡がった。

## カバー・バージョン
オリジナル・ディキシーランド・ジャズ・バンドによって1917年に作曲された「タイガー・ラグ」は、ジャズのスタンダード・ナンバーとなり、ルイ・アームストロング、デューク・エリントン、チャーリー・パーカー、テッド・ルイス (Ted Lewis)、ジョー・ジャクソン、ミルズ・ブラザースらによってカバーされた。
オリジナル・ディキシーランド・ジャズ・バンドが著作権を保有していたジャズのスタンダード・ナンバーで古典的な作品となっている「タイガー・ラグ」は、1942年時点で136のカバー・バージョンが作られた。以下のアーティストたちは、いずれも「タイガー・ラグ」の録音を行なっている。
- ルイ・アームストロング - 1930年にオーケー盤（レコード番号 8800）、1934年にフランスのブランズウィック盤をSPレコードとしてリリース
- ベニー・グッドマン・トリオ - 1936年、ビクター盤
- フランク・シナトラ
- チャーリー・パーカー
- デューク・エリントン・アンド・ヒズ・フェイマス・オーケストラ - 1929年のブランズウィック盤は、SPレコードの両面に及ぶ5分半の長さがある編曲a
- エドワード・“キッド”・オリー・ウィズ・ヒズ・クレオール・ジャズ・オーケストラ (Edward "Kid" Ory with his Creole Jazz Orchestra)
- ビックス・バイダーベック・ウィズ・ザ・ウルヴァリンズ (Bix Beiderbecke with the Wolverines) - 1924年、Gennett 盤
- エセル・ウォーターズ・アンド・ザ・ジャズ・マスターズ (Ethel Waters and the Jazz Masters) -  1922年
- ビリー・ホリデイ
- シドニー・ベシェ
- ボブ・クロスビー・アンド・ヒズ・ボブ・キャッツ (Bob Crosby and his Bob Cats)
- オジー・ネルソン・アンド・ヒズ・オーケストラ (Ozzie Nelson and His Orchestra)
- ファッツ・ウォーラー・アンド・ヒズ・リズム (Fats Waller & His Rhythm) - ルイ・アームストロング、ジャック・ティーガーデンと共演した1938年10月のラジオ放送用の音源 (Folkways FW02816).
- ジーン・クルーパ
- フィル・ナポレオン・アンド・ヒズ・オーケストラ (Phil Napoleon and his Orchestra) - 1926年、Edison 盤
- エイブ・ライマン・アンド・ヒズ・オーケストラ (Abe Lyman and his Orchestra)
- ハリー・リーザー (Harry Reser)
- Whiteway Jazz Band
- ジーン・カードス・アンド・ヒズ・オーケストラ (Gene Kardos and his Orchestra) - この楽団のピアニストだったジョエル・ショー (Joel Shaw) 名義で録音された1932年の Crown 盤
- ラド・グラスキンズ・アンバサダー・オーケストラ (Lud Gluskin's Ambassador Orchestra) -この楽団は、1928年から1929年にかけて、この曲の4つの異なるバージョンを様々なレコード会社で録音し、その編曲はすべてジーン・ゴールドケット (Jean Goldkette) の楽団がヘッド・アレンジで生み出したものによっていたが、ゴールドケットの楽団自身はレコードを残すことはなかった。
- ニューオーリンズ・リズム・キングス (The New Orleans Rhythm Kings) - 1922年、Gennett 盤
- フレッチャー・ヘンダーソン - 1931年、Crown 盤
- ジェリー・ロール・モートン - 1938年
- Ray Miller's Orchestra - 1929年、Brunswick 盤
- レッド・マッケンジー (Red McKenzie)
- Freddy Fisher
- ケニー・ボール (Kenny Ball)
- アッカー・ビルク
- ハリー・ロイ・アンド・ヒズ・オーケストラ (Harry Roy and his Orchestra)
- The Maple City Four
- The Saint Jazz Band
- アイシャム・ジョーンズ (Isham Jones' Orchestra) -  1934年、デッカ盤
- エディ・コンドン (Eddie Condon)
- ピート・ファウンテン (Pete Fountain) - シングル、Coral 盤
- トミー・ドーシー
- グレン・ミラー・アンド・ヒズ・オーケストラ
- オリジナル・ディキシーランド・ジャズ・バンド - エディ・エドワーズ (Eddie Edwards)、トニー・スパーゴ (Tony Spargo) との共演による1944年のV-Disc
- マグシー・スパニア (Muggsy Spanier)
- ジョージ・バーンズ (George Barnes)
- テディ・ウィルソン
- アルヴィノ・レイ (Alvino Rey)
- ミルズ・ブラザース (The Mills Brothers) -  1931年、ハリー・デ・コスタ (Harry DeCosta) の歌詞によるブランズウィック盤（レコード番号 6197）は、『ビルボード』誌のチャートで4週連続首位、売り上げは百万枚以上
- The Georgia Washboard Stompers - 1934年、デッカ 盤
- The Brian Lawrance Quartet - 1934年、デッカ / US Champion 盤
- アート・テイタム - 1932年
- バート・アンブローズ・アンド・ヒズ・オーケストラ (Bert Ambrose and his Orchestra) - 1935年、デッカ盤：このバージョンには、フランス語、スコットランド英語、ウェールズ語、満州語、イディッシュ語で、それぞれ「もうトラはいない」という意味の歌詞が織り込まれている。
- ジャック・ヒルトン (Jack Hylton - 1930年、HMV 盤
- ルー・ストーン (Lew Stone) - 1934年、デッカ盤
- ビリー・コットン・アンド・ヒズ・バンド (Billy Cotton and His Band) - 「Super Tiger Rag」の曲名による、1933年、コロムビア盤
- ジャック・ペイン (Jack Payne) - 1934年、Rex 盤：ペインのバンドは1935年のニュース映画の中で、この曲に振り付けをした踊りが撮影された際にも演奏している。
- レイ・ノーブル (Ray Noble) - 1934年、HMV / ビクター盤
- ジョー・ジャクソン
- ジャンゴ・ラインハルトとフランス・ホット・クラブ五重奏団 (Django Reinhardt with the Quintette of the Hot Club of France)
- ロイ・スメック (Roy Smeck)
- チャールズ・ドーンバーガー・アンド・ヒズ・オーケストラ (Charles Dornberger and his Orchestra) - 1927年、ビクター盤
- サム・ウッディング・アンド・ヒズ・チョコレート・キディーズ  (Sam Wooding and his Chocolate Kiddies)
- SPレコードのシリーズ「スタディーズ・イン・スウィング (Studies in Swing)」の1番 - トランペット・ソロはナット・ゴネラ (Nat Gonella)
- ポール・ホワイトマン楽団 (The Paul Whiteman Orchestra) - 「New Tiger Rag」の曲名による、1930年、コロムビア盤：『ビルボード』誌のチャートで10位
- ジミー・ドーシー・ウィズ・スパイク・ヒューズ (Jimmy Dorsey with Spike Hughes) - 1930年、英国デッカ盤
- レス・ポールとメリー・フォード - 1952年：『ビルボード』誌のチャートで2位、『キャッシュボックス』誌で8位
- デュークス・オブ・ディキシーランド (The Dukes of Dixieland) - 1991年、アルバム『Dixieland's Greatest Hits』に収録
- ジェフ・ベック - 2011年、ボーカルはイメルダ・メイ (Imelda May)
- ゴスペラーズ - 2002年、アルバム『アカペラ』に収録

## 映画
- ブライト・ライツ (Bright Lights) (1928)
- Gus Arnheim and His Ambassadors (1928)
- The Band Beautiful (1928)
- 流行の寵児 (Is Everybody Happy?) (1929)
- ビムボー君の直伝 (Bimbo's Initiation) (1931)
- Goopy Geer (1932)
- I Ain't Got Nobody (1932)
- Smash Your Baggage (1933)
- That's the Spirit (1933)
- An All-Colored Vaudeville Show (1935)
- Betty Boop and Grampy (1935)
- カエルのお祭り (The Old Mill Pond) (1936)
- おおスザンナ (Oh, Susanna!) (1936)
- Harry Reser and His Eskimos (1936)
- 唄う陸戦隊 (The Singing Marine) (1937)
- Hits and Bits of 1938 (1938)
- The First Hundred Years (1938)
- 天晴れテンプル (Little Miss Broadway) (1938)
- マルクス兄弟珍サーカス (At the Circus) (1939) - マルクス兄弟主演作品
- Sandy Is a Lady (1940)
- Strike Up the Band (1940)
- ブルースの誕生 (Birth of the Blues) (1941)
- トムのプロポーズ大作戦 (Puss n' Toots) (1942)
- にわとりのおばさん (Fine Feathered Friend) (1942)
- うそつき狼 (Blitz Wolf) (1942)
- 黒い天使 (Black Angel) (1946)
- うそつきトム (Uncle Tom's Cabaña) (1947)
- ハリウッド・アルバム (Variety Girl) (1947)
- 僕の彼女はどこ? (Has Anybody Seen My Gal?) (1952)
- デキシーランド犬 (Dixieland Droopy) (1954)
- プリティ・ベビー (Pretty Baby) (1978)
- タッカー (Tucker: The Man and His Dream) (1988)
- 愛の宅配-ピザ・ボーイ (Loverboy) (1989)
- 五月のミル (Milou en mai / May Fools) (1990)
- わが街 セントルイス (King of the Hill)  (1993)
- ダブル・ジョパディー (Double Jeopardy) (1999)
- SAYURI (Memoirs of a Geisha) (2005)
- かけひきは、恋のはじまり (Leatherheads) (2008) - 冒頭の場面で、アカペラで歌われる。